# Gerald Scheunemann
Gerald Scheunemann (* 1. Oktober 1960) ist ein vormaliger deutscher Fußballspieler.

## Sportlicher Werdegang
Scheunemann entstammt der Jugend des BFC Preussen. Für den Berliner Klub debütierte er im Laufe der Spielzeit 1979/80 in der Oberliga Berlin und gewann mit der Mannschaft den Meistertitel, in den Aufstiegsspielen zur 2. Bundesliga setzte sich jedoch der 1. SC Göttingen 05 durch. In der Folgesaison wiederholte er als Ergänzungsspieler mit dem Klub die Berliner Meisterschaft – aufgrund der Einführung der eingleisigen 2. Bundesliga gab es jedoch keine Aufsteiger. Zudem stand er beim 2:1-Finalsieg über die Reinickendorfer Füchse im Endspiel um den Berliner Landespokal 1980/81 in der Startformation und trug somit zum Doublegewinn bei.
Später wechselte Scheunemann innerhalb der Berliner Meisterschaft zu Tennis Borussia Berlin, in der Spielzeit 1984/85 holte er mit diesem Klub auch das Double. Robert Jüttner hatte dabei TeBe im Endspiel um den Berliner Landespokal 1984/85 gegen den SC Charlottenburg zu einem 1:0-Endspielerfolg geschossen. Die von Gerd Achterberg trainierte Mannschaft setzte sich in der Aufstiegsrunde durch. Hatte Scheunemann zehn Oberligaspiele bestritten, so kam er in sieben der acht Aufstiegsspiele zum Einsatz und gehörte in der Zweitligasaison 1985/86 mit 31 Ligaspielen zu den Stammkräften. Mit dem Klub verpasste er jedoch den Klassenerhalt und trat fortan mit TeBe wieder in der Oberliga an. Im Wettbewerb um den Berliner Landespokal 1986/87 kam er unter Trainer Adolf Remy zu seiner dritten Finalteilnahme, TeBe verlor das Finalspiel jedoch gegen Hertha BSC durch Treffer von Peter Loontiens und Jürgen Rinke mit 0:2. In der Deutschen Amateurmeisterschaft 1987 erreichte er zudem das gegen den späteren Titelträger MSV Duisburg verloren gegangene Semifinale.
Scheunemann folgte Achterberg zu den Reinickendorfer Füchsen, mit denen er 1988/89 respektive 1989/90 Berliner Meister wurde, in der Aufstiegsrunde zur 2. Bundesliga aber jeweils scheiterte. Am Ende der Spielzeit 1990/91 qualifizierte er sich mit dem Klub als Tabellenfünfter für die nach der Wiedervereinigung neu geschaffene Oberliga Nordost. Dort beendete er später seine höherklassige Karriere.